# NGC 6087
NGC 6087 (również OCL 948 lub ESO 137-SC15) – duża, rozproszona gromada otwarta licząca około 40 gwiazd, znajdująca się w gwiazdozbiorze Węgielnicy. Odkrył ją James Dunlop 8 maja 1826 roku. Jest położona w odległości około 2,9 tys. lat świetlnych od Słońca.
Można ją obserwować przez lornetkę; widać wówczas warkocze gwiazd rozpostarte niczym nogi pająka. W centrum znajduje się najjaśniejsza gwiazda – cefeida S Normae (S Nor), której jasność obserwowana zmienia się w czasie 9,8 dnia.